# Sguardi
Sguardi è il terzo singolo di Gianluca Grignani tratto dall'album Natura umana. È stato pubblicato il 24 marzo 2012 in contemporanea con il video musicale.

## Il singolo
Il singolo Sguardi è stato pubblicato il 24 marzo 2012 nelle stazioni radiofoniche e anche disponibile in download digitale. Il singolo ha ottenuto in italia un buon successo.

## Il video
Il video di Sguardi è stato pubblicato il 24 marzo 2012. Il video consiste in un insieme di riprese di sguardi di varie persone comuni in momenti di alcune situazioni diverse. Esse si alternano con le riprese di Gianluca Grignani durante i suoi concerti e Tours.